# KV10
KV10 (Kings' Valley 10) è la sigla che identifica una delle tombe della Valle dei Re in Egitto; era la sepoltura del faraone Amenmesse (XIX dinastia).

## Storia
Successore di Merenptah, il faraone Amenmesse, titolare di questa tomba, si considera che possa aver usurpato il trono al legittimo successore Seti-Merenptah.
La tomba era già nota in antico, ne sono testimonianza sette graffiti greco-romani nell’anticamera. Venne rilevata e mappata da Richard Pococke nel 1737-1738, venne sottoposta a rilievi epigrafici nel 1828-1829 dalla spedizione franco-toscana di Ippolito Rosellini e, successivamente, ad analoghi rilievi a cura di  Karl Richard Lepsius nel 1825 e Eugène Lefébure  nel 1883. Scavata almeno in parte nel 1907 da Edward Russell Ayrton, per conto di Theodore Davis, venne completamente scavata nel 1992-1999 da Otto John Schaden che, nel 2000, la sottopose inoltre ad interventi conservativi e di restauro.

## Architettura
Soggetta a frequenti  inondazioni per la posizione nella parte bassa della Valle dei Re, le decorazioni parietali e delle soffittature sono pesantemente danneggiate, così come danneggiate sono le stesse strutture architettoniche e di sostegno delle volte. Danni furono causati, nei millenni, anche da smottamenti delle rocce rilevabili da crepe che si aprono nelle pareti e nei soffitti.
Alcune decorazioni che erano state preservate dopo gli scavi di Edward Russell Ayrton del 1907, subirono definitivi danni in una inondazione probabilmente del 1916. Si tentò di proteggere l’accesso alla tomba da ulteriori rischi con mura che vennero ulteriormente aumentate in altezza nel 1997.
La tomba, che ricorda come andamento la KV8, si presenta con struttura architettonica su unico asse su cui si sviluppano tre corridoi successivi che terminano in una camera con quattro pilastri e volta a botte su cui si apre l’accesso a quelle che, se fossero state ultimate, sarebbero state camere laterali; dalla camera con pilastri un ulteriore corridoio, non finito, venne trasformato nella camera funeraria.
A riprova dei danni causati nei millenni dall’acqua, uno dei pilastri della camera a volta è andato completamente perso, mentre altri due sono staccati dal soffitto e solo uno, per quanto danneggiato, è completo.
Le decorazioni parietali erano originariamente state predisposte per il faraone Amenmesse, ma successivamente la tomba venne riusata come sepoltura di Takhat, che recava i titoli di figlia del re e grande sposa reale, e edi un'altra regina, Baketurel. Non si hanno notizie certe di questi personaggi, ma si ritiene che siano da collegarsi a Ramses IX ed alla XX dinastia. La duplice sepoltura femminile costrinse a modificare le pitture e i rilievi di conseguenza.
Durante i lavori di scavo della KV11 di Sethnakht, faraone della XX dinastia, inoltre, gli operai sfondarono il soffitto di una delle camere della KV10.
Quanto al contenuto ed alle suppellettili funerarie, solo con gli scavi di Otto John Schaden degli anni ’90 del ‘900 sono stati rinvenuti frammenti di ushabty relativi a Sethy I, pezzi di sarcofago attinenti a Ramses VI ed altri oggetti intrusivi che nulla hanno a che vedere con la/e sepoltura/e di questa tomba. Solo un piccolo frammento in alabastro di vaso canopico, recanti le rappresentazioni d Amon e Ra potrebbero essere attribuibili ad Amenmesse.
Frammenti di contenitori canopici e piccole parti di un sarcofago in granito rosso recano riferimenti alla regina Takhat.

### Annotazioni
1. ↑  Le tombe vennero classificate nel 1827, dalla numero 1 alla 22, da John Gardner Wilkinson in ordine geografico. Dalla n.ro 23 la numerazione segue l’ordine di scoperta.
2. ↑  Sicuramente identificabile in Sethy II, successore dopo un regno di tre anni, di Amenmesse.
3. ↑  Eugène Lefébure /1838-1908), egittologo francese.
4. ↑  Otto John Schaden (1937- novembre 2015), direttore del Amenmesse Tomb Project dell’Università di Memphis, effettuò scavi e interventi conservativi nella tomba di Amenmesse (da cui il nome del progetto).

### Fonti
1. 1 2  Theban Mapping Project.
2. ↑    - (EN) Amenmesse Project, su kv-10.com.
3. ↑  Theban Mapping Project
4. ↑  Amenmesse Project.
5. ↑  Amenmesse Project, opzione Tomb Diagram.
6. ↑  Nicholas Reeves e Richard Wilkinson (2000), The complete valley of the Kings, New York, Thames & Hudson, p. 151.
7. ↑  Reeves e Wilkinson (2000), p. 151.